# Club Deportivo Tropezón
El Club Deportivo Tropezón és un club de futbol de la localitat de Tanos a Torrelavega (Cantàbria).

## Història
El Tropezón es fundà a la localitat de Tanos com una penya de seguidors del primer club del municipi, la Gimnástica amb el nom de Peña Deportiva Tropezón. Posteriorment es creà el club de futbol.
- Temporades a Primera Divisió: 0
- Temporades a Segona Divisió: 0
- Temporades a Segona Divisió B: 2 (1998-99, 2000-01)
- Temporades a Tercera Divisió: 14 (1991-92 a 1997-98, 1999-00, 2001-02 a 2007-08)
- Millor classificació a la Segona divisió B: 19è (1998-99, 2000-01)
- Millor classificació a la Copa: Segona ronda (1999)

## Palmarès
- Campió de Tercera Divisió: 1996-97, 1997-98